# چم‌چید
چم‌چید روستایی از توابع دهستان حشمت آباد بخش مرکزی شهرستان دورود در استان لرستان ایران است.

## جمعیت
این روستا در دهستان دورود قرار دارد و بر اساس سرشماری مرکز آمار ایران در سال ۱۳۸۵، جمعیت آن ۳۹ نفر (۸ خانوار) بوده‌است.